# 承德高新技术产业开发区

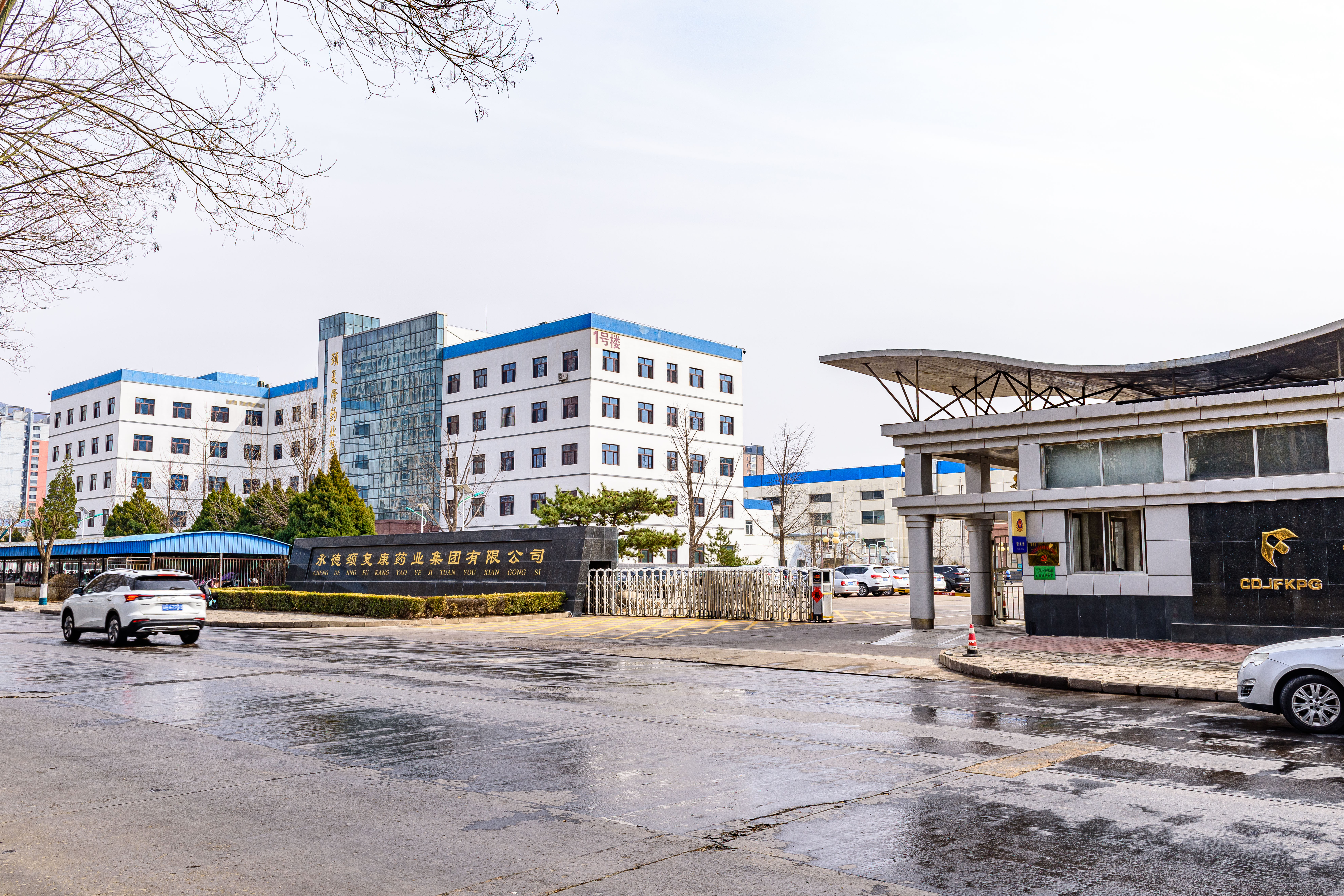
承德高新区内的颈复康药业总部

承德高新技术产业开发区位于河北省承德市，是1992年经国务院批准建立的省级高新技术产业开发区，2012年9月，经国务院批准升级为国家级高新技术产业开发区，辖区面积206平方公里，总人口4.1万人。

## 历史沿革
- 1992年6月：经河北省人民政府批准建立的省级高新技术产业开发区
- 2009年7月：河北省人民政府批准将原市级上板城工业聚集区列入高新区规划范围
- 2010年3月：市委、市政府将双桥区上板城镇及原大石庙镇4个村交由高新区行政托管
- 2012年9月：经国务院批准，承德高新技术产业开发区升级为国家高新技术产业开发区[2]。

## 争议
2022年8月30日，河北省承德高新区发布了追查3代责任的抗疫新规，引起海内外广泛批评，该区政府数小时内即撤销相关规定并道歉。